# 湯瑪斯·帕爾特伊
湯瑪斯·泰耶·帕爾特伊（英語：Thomas Teye Partey，1993年6月13日—），簡稱湯瑪斯（Thomas），加纳足球運動員，現效力西甲球隊維拉利爾，司職防守中場。

## 足球生涯
湯瑪斯出生於Odumase Krobo，他出道於當地俱樂部Odometah FC's的青訓系統。他在2011年與馬德里競技签约，並在隨後的一年加盟到馬德里競技B隊。2013年10月3日，湯瑪斯被徵召到一隊對陣皇家社會的18人陣容中，但未登场。 
7月12日，湯瑪斯被租借到皇家馬略卡，在俱樂部降級到西乙之後。 他在同年8月18日完成在馬略卡的首次上場，作客4:0擊敗萨瓦德尔。
湯瑪斯在9月15日打進他的首個職業聯賽進球，最終2:2戰平靴高斯。 他在這個賽季上場37次（2972分鐘上場時間）和打進5球，幫助這支巴利阿里俱樂部避免再次降級。
2014年7月27日湯瑪斯租借加盟西甲另一支俱樂部阿爾梅里亞。 他在同年8月23日完成他在艾美利亞的首個出上場，以首發協助俱樂部在主場以1:1戰平西班牙人。
2015年4月11日，湯瑪斯打進他在西班牙主要聯賽的首個進球，協助俱樂部主場以3:0大勝格拉纳达。
他在同年11月28日首次為床單軍團一隊上陣，以替補身份入替盧西亞諾·比埃托，协助俱樂部主場1:0擊敗西班牙人。
2020年10月5日，阿仙奴通過買斷條款以4500萬歐元收購湯瑪斯，並穿上18號球衣。21/22赛季，正式改穿5号球衣。 

## 國家隊生涯
帕爾特伊在加納出生和長大。他在2016年6月5日在加納2:0擊敗毛里裘斯的2017年非洲國家盃外圍賽中以後備身份上陣完成國際賽首秀。

## 榮譽

### 俱樂部
馬德里體育會
- 歐霸盃冠軍：2017-18
- 歐洲超級盃冠軍：2018
- 歐洲聯賽冠軍盃亞軍：2015–16

 兵工廠
- 英格蘭社區盾冠軍：2023年[12]

## 外部連結
- 湯瑪斯在BDFutbol中的档案
- 湯瑪斯 at Futbolme （西班牙語）
- Soccerway資料庫：湯瑪斯